# Dol général
Le dol général est la conscience pour l'auteur de violer la loi, de commettre un fait incriminé, ajoutée à la volonté de commettre une infraction. Elle est l'une des trois formes du Dol en droit pénal français avec le dol indéterminé et le dol éventuel.
Au dol général s'ajoute parfois un dol spécial. Concrètement, l'auteur de l'infraction doit non seulement avoir eu la connaissance de commettre l'infraction (dol général), mais également l'avoir fait dans un objectif particulier (dol spécial).